# Alahärmä kyrkoby
Alahärmä kyrkoby (finska: Alahärmän kirkonkylä) är en tätort (finska: taajama) i Kauhava stad (kommun) i landskapet Södra Österbotten i Finland. Fram till 2008 var Alahärmä kyrkoby centralorten för kommunen med samma namn. Vid tätortsavgränsningen den 31 december 2021 hade Alahärmä kyrkoby 2 104 invånare och omfattade en landareal av 11,95 kvadratkilometer.